# Nuoto ai campionati mondiali di nuoto 2022 - 400 metri stile libero femminili
La gara di nuoto dei 400 metri stile libero femminili dei campionati mondiali di nuoto 2022 è stata disputata il 18 giugno 2022 presso la Duna Aréna di Budapest. Vi hanno preso parte 34 atlete provenienti da 27 nazioni.
La competizione è stata vinta dalla nuotatrice statunitense Katie Ledecky, mentre l'argento e il bronzo sono andati rispettivamente alla canadese Summer McIntosh e all'altra statunitense Leah Smith.

## Podio
| Posizione | Atleta          | Nazionalità |
| --------- | --------------- | ----------- |
| Oro       | Katie Ledecky   | Stati Uniti |
| Argento   | Summer McIntosh | Canada      |
| Bronzo    | Leah Smith      | Stati Uniti |

## Programma
| Data           | Ora (UTC+2) | Turno    |
| -------------- | ----------- | -------- |
| 18 giugno 2022 | 10:11       | Batterie |
| 18 giugno 2022 | 18:41       | Finale   |

## Record
Prima della competizione il record del mondo e il record dei campionati erano i seguenti:
| Record mondiale       | 3'56"40 | Ariarne Titmus Australia  | 22 maggio 2022 Adelaide, Australia |
| Record dei campionati | 3'58"34 | Katie Ledecky Stati Uniti | 23 luglio 2017 Budapest, Ungheria  |

Durante la competizione è stato battuto il seguente record:
| Data      | Evento | Atleta        | Nazione     | Tempo   | Record                |
| --------- | ------ | ------------- | ----------- | ------- | --------------------- |
| 18 giugno | Finale | Katie Ledecky | Stati Uniti | 3'58"15 | Record dei campionati |

## Risultati

### Batterie
| Pos. | Batteria | Corsia | Atleta                | Nazionalità             | Tempo   | Note |
| ---- | -------- | ------ | --------------------- | ----------------------- | ------- | ---- |
| 1    | 4        | 4      | Katie Ledecky         | Stati Uniti             | 3'59"79 | Q    |
| 2    | 4        | 5      | Summer McIntosh       | Canada                  | 4'03"19 | Q    |
| 3    | 4        | 3      | Lani Pallister        | Australia               | 4'03"71 | Q    |
| 4    | 4        | 2      | Kiah Melverton        | Australia               | 4'03"74 | Q    |
| 5    | 4        | 6      | Leah Smith            | Stati Uniti             | 4'04"43 | Q    |
| 6    | 3        | 3      | Erika Fairweather     | Nuova Zelanda           | 4'06"00 | Q    |
| 7    | 3        | 5      | Tang Muhan            | Cina                    | 4'06"29 | Q    |
| 8    | 3        | 6      | Isabel Marie Gose     | Germania                | 4'06"44 | Q    |
| 9    | 3        | 2      | Miyu Namba            | Giappone                | 4'08"07 |      |
| 10   | 3        | 4      | Li Bingjie            | Cina                    | 4'08"25 |      |
| 11   | 3        | 7      | Waka Kobori           | Giappone                | 4'08"55 |      |
| 12   | 4        | 7      | Ajna Késely           | Ungheria                | 4'09"09 |      |
| 13   | 3        | 1      | Eve Thomas            | Nuova Zelanda           | 4'09"49 |      |
| 14   | 3        | 8      | Freya Anderson        | Gran Bretagna           | 4'11"82 |      |
| 15   | 3        | 9      | Katja Fain            | Slovenia                | 4'12"05 |      |
| 16   | 4        | 0      | Gabrielle Roncatto    | Brasile                 | 4'12"09 |      |
| 17   | 4        | 8      | Marlene Kahler        | Austria                 | 4'12"55 |      |
| 18   | 3        | 0      | Freya Colbert         | Gran Bretagna           | 4'12"82 |      |
| 19   | 2        | 4      | Han Da-kyung          | Corea del Sud           | 4'13"29 |      |
| 20   | 4        | 9      | Valentine Dumont      | Belgio                  | 4'13"33 |      |
| 21   | 2        | 5      | Helena Rosendahl Bach | Danimarca               | 4'13"36 |      |
| 22   | 4        | 1      | Bettina Fábián        | Ungheria                | 4'14"06 |      |
| 23   | 2        | 6      | Gan Ching Hwee        | Singapore               | 4'15"19 |      |
| 24   | 2        | 3      | Paula Otero           | Spagna                  | 4'18"90 |      |
| 25   | 2        | 2      | Zhanet Angelova       | Bulgaria                | 4'20"55 |      |
| 26   | 2        | 7      | Kamonchanok Kwanmuang | Thailandia              | 4'27"01 |      |
| 27   | 2        | 1      | Võ Thị Mỹ Tiên        | Vietnam                 | 4'28"99 |      |
| 28   | 2        | 8      | Jamila Boulakbech     | Tunisia                 | 4'32"54 |      |
| 29   | 2        | 9      | Natalia Kuipers       | Isole Vergini Americane | 4'33"54 |      |
| 30   | 1        | 4      | Jehanara Nabi         | Pakistan                | 4'37"93 |      |
| 31   | 1        | 2      | Bianca Mitchell       | Antigua e Barbuda       | 4'45"89 |      |
| 32   | 1        | 5      | Therese Soukup        | Seychelles              | 4'46"09 |      |
| 33   | 1        | 3      | Arianna Lont          | Saint-Martin            | 5'19"07 |      |
| 34   | 1        | 6      | Keana Santos          | Guam                    | 5'28"52 |      |
| -    | 2        | 0      | Talita Te Flan        | Costa d'Avorio          | -       | dns  |

### Finale
| Pos.    | Corsia | Atleta            | Nazionalità   | Tempo   | Note |
| ------- | ------ | ----------------- | ------------- | ------- | ---- |
| Oro     | 4      | Katie Ledecky     | Stati Uniti   | 3'58"15 |      |
| Argento | 5      | Summer McIntosh   | Canada        | 3'59"39 |      |
| Bronzo  | 2      | Leah Smith        | Stati Uniti   | 4'02"08 |      |
| 4       | 3      | Lani Pallister    | Australia     | 4'02"16 |      |
| 5       | 8      | Isabel Marie Gose | Germania      | 4'03"47 |      |
| 6       | 7      | Erika Fairweather | Nuova Zelanda | 4'04"73 |      |
| 7       | 6      | Kiah Melverton    | Australia     | 4'05"62 |      |
| 8       | 1      | Tang Muhan        | Cina          | 4'10"70 |      |